# PPM1K
PPM1K (англ. Protein phosphatase, Mg2+/Mn2+ dependent 1K) – білок, який кодується однойменним геном, розташованим у людей на короткому плечі 4-ї хромосоми.  Довжина поліпептидного ланцюга білка становить 372 амінокислот, а молекулярна маса — 40 997.
| 10         |  | 20         |  | 30         |  | 40         |  | 50         |
| ---------- |  | ---------- |  | ---------- |  | ---------- |  | ---------- |
| MSTAALITLV |  | RSGGNQVRRR |  | VLLSSRLLQD |  | DRRVTPTCHS |  | STSEPRCSRF |
| DPDGSGSPAT |  | WDNFGIWDNR |  | IDEPILLPPS |  | IKYGKPIPKI |  | SLENVGCASQ |
| IGKRKENEDR |  | FDFAQLTDEV |  | LYFAVYDGHG |  | GPAAADFCHT |  | HMEKCIMDLL |
| PKEKNLETLL |  | TLAFLEIDKA |  | FSSHARLSAD |  | ATLLTSGTTA |  | TVALLRDGIE |
| LVVASVGDSR |  | AILCRKGKPM |  | KLTIDHTPER |  | KDEKERIKKC |  | GGFVAWNSLG |
| QPHVNGRLAM |  | TRSIGDLDLK |  | TSGVIAEPET |  | KRIKLHHADD |  | SFLVLTTDGI |
| NFMVNSQEIC |  | DFVNQCHDPN |  | EAAHAVTEQA |  | IQYGTEDNST |  | AVVVPFGAWG |
| KYKNSEINFS |  | FSRSFASSGR |  | WA         |  |            |  |            |

A: Аланін

C: Цистеїн

D: Аспарагінова кислота

E: Глутамінова кислота

F: Фенілаланін

G: Гліцин

H: Гістидин

I: Ізолейцин

K: Лізин

L: Лейцин

M: Метіонін

N: Аспарагін

P: Пролін

Q: Глутамін

R: Аргінін

S: Серин

T: Треонін

V: Валін

W: Триптофан

Кодований геном білок за функціями належить до гідролаз, протеїн-фосфатаз, фосфопротеїнів. 
Задіяний у таких біологічних процесах як поліморфізм, альтернативний сплайсинг. 
Білок має сайт для зв'язування з іонами металів, іоном магнію, іоном марганцю. 
Локалізований у мітохондрії.